# 峨眉唐松草
峨眉唐松草（学名：Thalictrum omeiense），为毛茛科唐松草属下的一个植物种。